# William Scott (1er baron Stowell)
Pour les articles homonymes, voir William Scott.
William Scott, 1er baron Stowell (17 octobre 1745-28 janvier 1836) est un juge et juriste anglais. Il est juge à la Haute Cour d'amirauté de 1798 à 1828.

## Biographie
Il est né à Heworth, un village à environ six kilomètres de Newcastle-upon-Tyne, fils d'un commerçant engagé dans le transport de charbon. Son jeune frère John Scott (1er comte d'Eldon) devient Lord grand chancelier et est nommé comte d'Eldon. Il fait ses études à la Newcastle Royal Grammar School et au Corpus Christi College d'Oxford, où il obtient une bourse Durham en 1761. En 1764, il obtient son diplôme et devient d'abord stagiaire puis successeur de Sir William Jones, son tuteur à University College. En tant que lecteur Camden de l'histoire ancienne, il rivalise avec la réputation de William Blackstone. Bien qu'il ait rejoint le Middle Temple en 1762, ce n'est qu'en 1776 que Scott se consacre à une étude systématique du droit .

## Carrière
Il obtient son diplôme de docteur en droit civil et commence la pratique dans les cours ecclésiastiques. Son succès professionnel est rapide. En 1783, il devient greffier de la cour des facultés, et en 1788 juge de la cour du consistoire et avocat général, puis est fait chevalier. En 1798, il est nommé juge à la haute cour d'amirauté. À ce titre, il entend en appel deux affaires importantes concernant l'abolition de la traite des esclaves.
Le 22 mai 1809 HMS Crocodile emmène le Donna Marianna sur la côte du Cap pour violation de la loi sur l'abolition de la traite des esclaves. Le tribunal de vice-amirauté de Sierra Leone condamne le navire. Bien que Donna Marianna soit apparemment un navire portugais, Scott confirme la saisie au motif qu'il s'agit en fait d'un navire britannique et que ses papiers portugais sont une fraude.
Le deuxième cas concerne le navire français Le Lois après avoir été saisi par l'escadron ouest-africain pour le commerce des esclaves au large des côtes africaines au cap Mesurado. Le HMS Queen Charlotte a initialement confirmé la saisie et la confiscation du navire et de la cargaison. Cependant, Scott infirme ce jugement, déclarant que la façon dont Le Lois a été arrêté et embarqué est illégale car "aucune nation ne peut exercer un droit de visite et de fouille sur les parties communes et non détournées de la mer, sauf sur la revendication belligérante". Il admet que cela constituerait un obstacle sérieux à la suppression de la traite des esclaves, mais fait valoir que cela doit être résolu par des traités internationaux plutôt que par des officiers de marine dépassant ce qu'ils sont autorisés à faire.
Il se présente comme député de l'Université d'Oxford à deux reprises, sans succès en 1780, mais est élu en 1801. Il siège également pour Downton en 1790. Il est élu membre de la Royal Society en 1793.
Lors du couronnement de George IV en 1821, il est élevé à la pairie en tant que baron Stowell, de Stowell Park dans le comté de Gloucester, prenant son titre du nom de son domaine. Après une vie de service judiciaire, Lord Stowell prend sa retraite, de la cour du consistoire en août 1821, et de la haute cour de l'amirauté en décembre 1827.

## Vie privée
Lord Stowell se marie deux fois. En 1781, il se marie avec Anna Maria, fille aînée et héritière de John Bagnall d'Erleigh Court, près de Reading, dans le Berkshire, où les deux résident plus tard. Ils ont quatre enfants, dont l'un, une fille, lui survit. Il épouse en secondes noces, en 1813, la marquise douairière de Sligo, née Louisa Catharine Howe, fille cadette du Richard Howe, veuve de John Browne (1er marquis de Sligo).
Il meurt le 28 janvier 1836 à Erleigh Court, à l'âge de 90 ans, et la baronnie disparait.